# Espins
Espins est une commune française, située dans le département du Calvados en région Normandie, peuplée de 246 habitants.

## Géographie
La commune est bocagère. L'élevage est très présent.

### Hydrographie
La commune est située dans le bassin Seine-Normandie. Elle est drainée par le ruisseau de Traspy et un autre petit cours d'eau,.

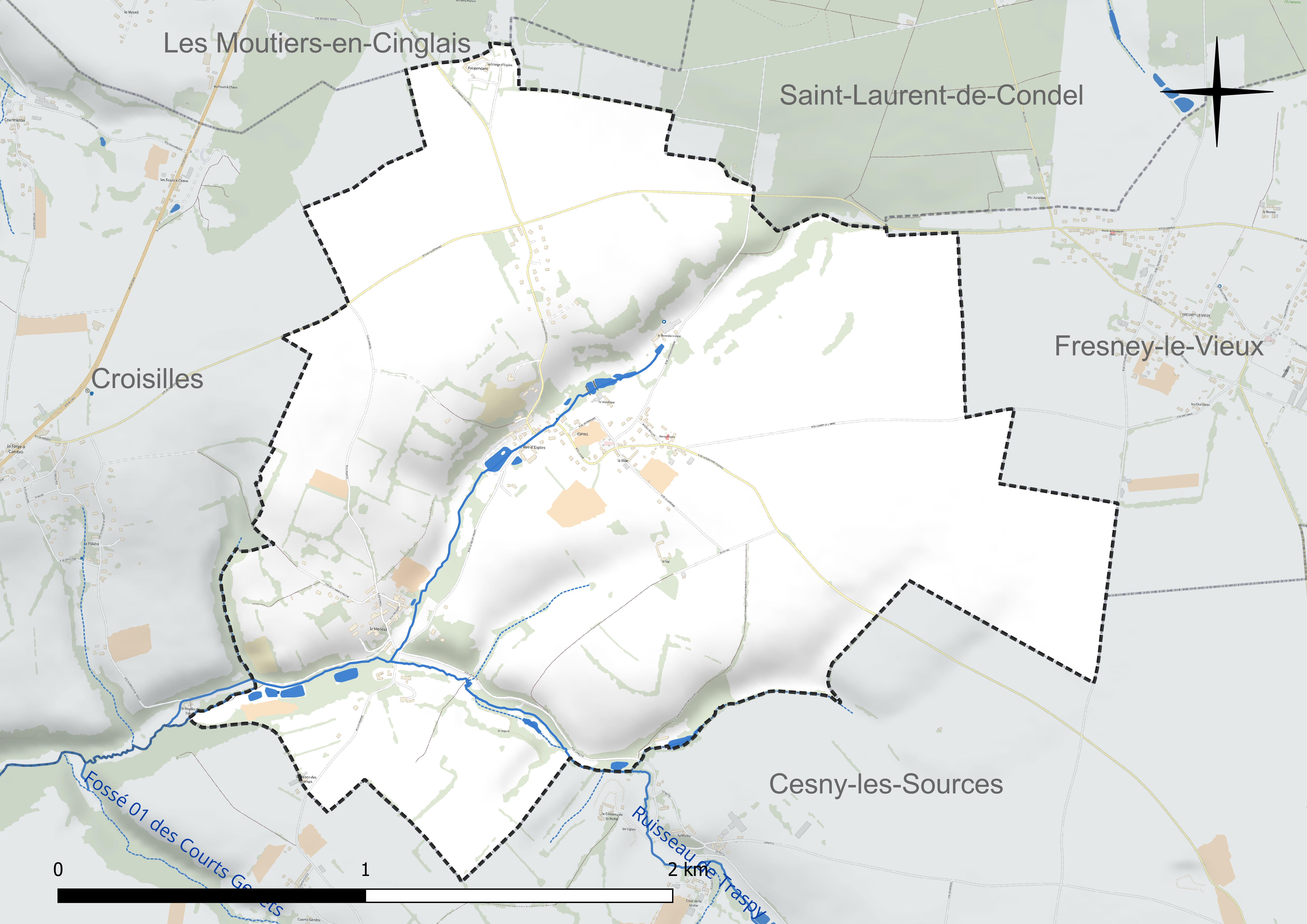
Réseau hydrographique d'Espins.

### Climat
Pour des articles plus généraux, voir Climat de la Normandie et Climat du Calvados.
En 2010, le climat de la commune est de type climat océanique franc, selon une étude du CNRS s'appuyant sur une série de données couvrant la période 1971-2000. En 2020, Météo-France publie une typologie des climats de la France métropolitaine dans laquelle la commune est exposée à un climat océanique et est dans la région climatique  Normandie (Cotentin, Orne), caractérisée par une pluviométrie relativement élevée (850 mm/a) et un été frais (15,5 °C) et venté. Parallèlement le GIEC normand, un groupe régional d'experts sur le climat, différencie quant à lui, dans une étude de 2020, trois grands types de climats pour la région Normandie, nuancés à une échelle plus fine par les facteurs géographiques locaux. La commune est, selon ce zonage, exposée à un « climat contrasté des collines », correspondant au Bocage normand, bien arrosé, voire très arrosé sur les reliefs les plus exposés au flux d'ouest, et frais en raison de l'altitude.
Pour la période 1971-2000, la température annuelle moyenne est de 10,2 °C, avec  une amplitude thermique annuelle de 12,5 °C. Le cumul annuel moyen de précipitations est de 850 mm, avec 12,8 jours de précipitations en janvier et 7,7 jours en juillet. Pour la période 1991-2020, la température moyenne annuelle observée sur la station météorologique la plus proche, située sur la commune de Fresney-le-Vieux à 2 km à vol d'oiseau, est de 10,8 °C et le cumul annuel moyen de précipitations est de 826,3 mm,. Pour l'avenir, les paramètres climatiques de la commune estimés pour 2050 selon différents scénarios d'émission de gaz à effet de serre sont consultables sur un site dédié publié par Météo-France en novembre 2022.

## Urbanisme

### Typologie
Au 1er janvier 2024, Espins est catégorisée commune rurale à habitat dispersé, selon la nouvelle grille communale de densité à 7 niveaux définie par l'Insee en 2022.
Elle est située hors unité urbaine. Par ailleurs la commune fait partie de l'aire d'attraction de Caen, dont elle est une commune de la couronne,. Cette aire, qui regroupe 296 communes, est catégorisée dans les aires de 200 000 à moins de 700 000 habitants,.

### Occupation des sols
L'occupation des sols de la commune, telle qu'elle ressort de la base de données européenne d'occupation biophysique des sols Corine Land Cover (CLC), est marquée par l'importance des territoires agricoles (96,4 % en 2018), une proportion identique à celle de 1990 (96,4 %). La répartition détaillée en 2018 est la suivante : 
terres arables (47,4 %), prairies (36,4 %), zones agricoles hétérogènes (12,6 %), forêts (3,6 %). L'évolution de l'occupation des sols de la commune et de ses infrastructures peut être observée sur les différentes représentations cartographiques du territoire : la carte de Cassini (XVIIIe siècle), la carte d'état-major (1820-1866) et les cartes ou photos aériennes de l'IGN pour la période actuelle (1950 à aujourd'hui).

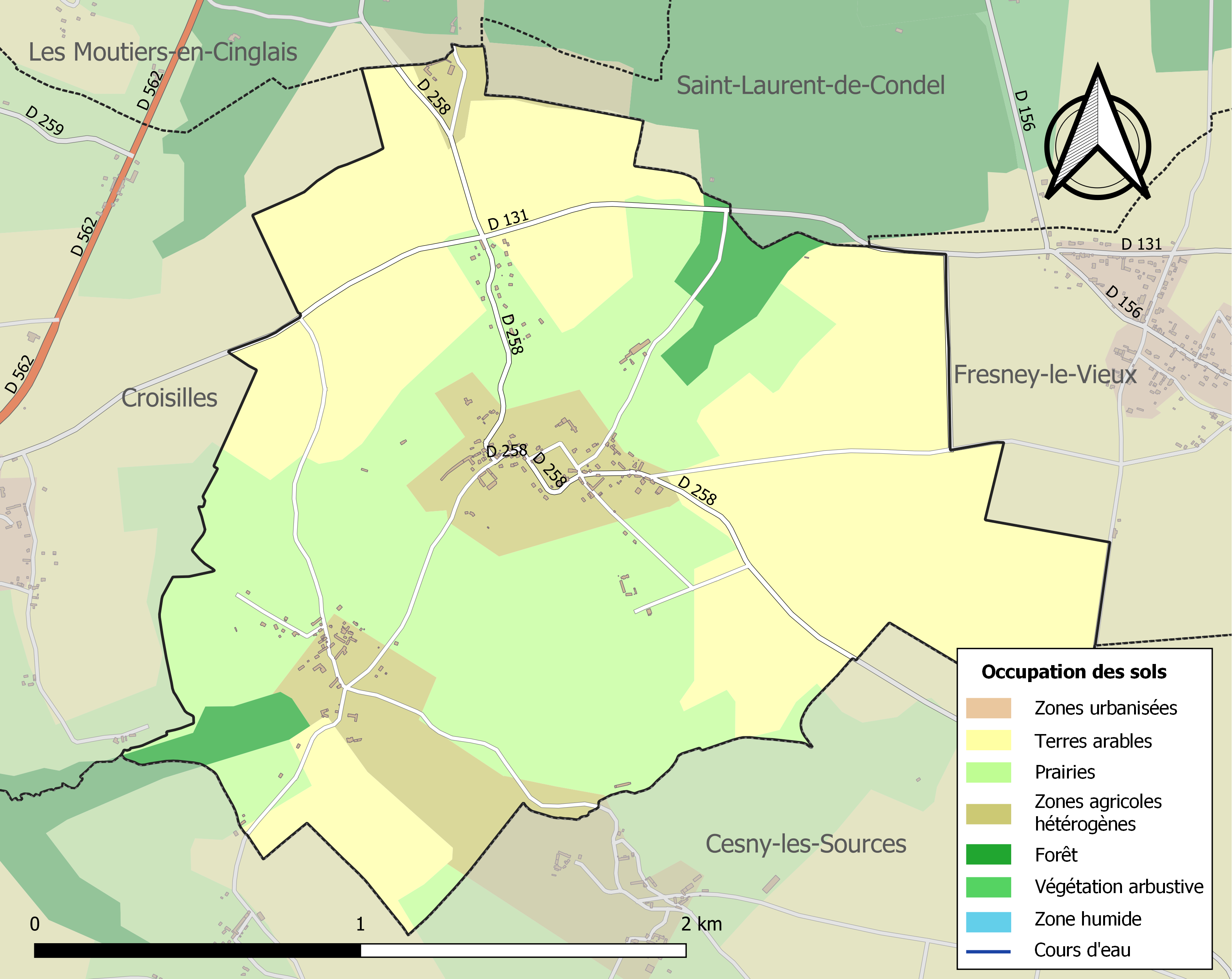
Carte des infrastructures et de l'occupation des sols de la commune en 2018 (CLC).

## Toponymie
Le nom de la localité est attesté sous les formes Rogerius de Pinis en 1146 (charte du Val-Richer), les Pins en 1155, Spins 1215 (charte de Barbery), Johannes de Pinibus en 1246 (charte de Barbery, n° 126), Les Pins en 1400 (charte de Barbery, n° 192), Espins au XIVe siècle et en 1793.
Le village d'Espins doit son nom à l'ancien français et aujourd'hui au patois, « es pins », c'est-à-dire « dans les pins ». De la préposition ès « en les » et « pins ».

## Politique et administration
| Période                                  | Période   | Identité         | Étiquette | Qualité                      |
| ---------------------------------------- | --------- | ---------------- | --------- | ---------------------------- |
| avant 1988                               | 1989      | Serge Roberge    | PS        |                              |
| 1989                                     | mars 2008 | Daniel Villeray  | SE        |                              |
| mars 2008                                | mai 2020  | Jean Ernatus     | SE        | Retraité (technicien)        |
| mai 2020                                 | En cours  | Françoise Haugou | SE        | Agente de maîtrise retraitée |
| Les données manquantes sont à compléter. |           |                  |           |                              |

## Démographie
L'évolution du nombre d'habitants est connue à travers les recensements de la population effectués dans la commune depuis 1793. Pour les communes de moins de 10 000 habitants, une enquête de recensement portant sur toute la population est réalisée tous les cinq ans, les populations de référence des années intermédiaires étant quant à elles estimées par interpolation ou extrapolation. Pour la commune, le premier recensement exhaustif entrant dans le cadre du nouveau dispositif a été réalisé en 2007.
En 2022, la commune comptait 246 habitants, en évolution de +3,8 % par rapport à 2016 (Calvados : +1,58 %, France hors Mayotte : +2,11 %).
| 1793 | 1800 | 1806 | 1821 | 1831 | 1836 | 1841 | 1846 | 1851 |
| ---- | ---- | ---- | ---- | ---- | ---- | ---- | ---- | ---- |
| 262  | 208  | 270  | 273  | 293  | 274  | 320  | 336  | 307  |

| 1856 | 1861 | 1866 | 1872 | 1876 | 1881 | 1886 | 1891 | 1896 |
| ---- | ---- | ---- | ---- | ---- | ---- | ---- | ---- | ---- |
| 290  | 284  | 289  | 269  | 267  | 258  | 249  | 223  | 209  |

| 1901 | 1906 | 1911 | 1921 | 1926 | 1931 | 1936 | 1946 | 1954 |
| ---- | ---- | ---- | ---- | ---- | ---- | ---- | ---- | ---- |
| 196  | 185  | 176  | 139  | 146  | 123  | 123  | 134  | 132  |

| 1962 | 1968 | 1975 | 1982 | 1990 | 1999 | 2006 | 2007 | 2012 |
| ---- | ---- | ---- | ---- | ---- | ---- | ---- | ---- | ---- |
| 148  | 158  | 119  | 175  | 199  | 229  | 229  | 229  | 217  |

| 2017 | 2022 | - | - | - | - | - | - | - |
| ---- | ---- | - | - | - | - | - | - | - |
| 245  | 246  | - | - | - | - | - | - | - |

## Lieux et monuments
- L'église paroissiale Saint-Pierre qui fait l'objet d'un recensement à l'inventaire général du patrimoine culturel[23].
- La mairie-école (1878) qui fait l'objet d'un recensement à l'inventaire général du patrimoine culturel[24].
- La Grange aux dîmes de Foupendant, inscrite au titre des Monuments historiques[25].

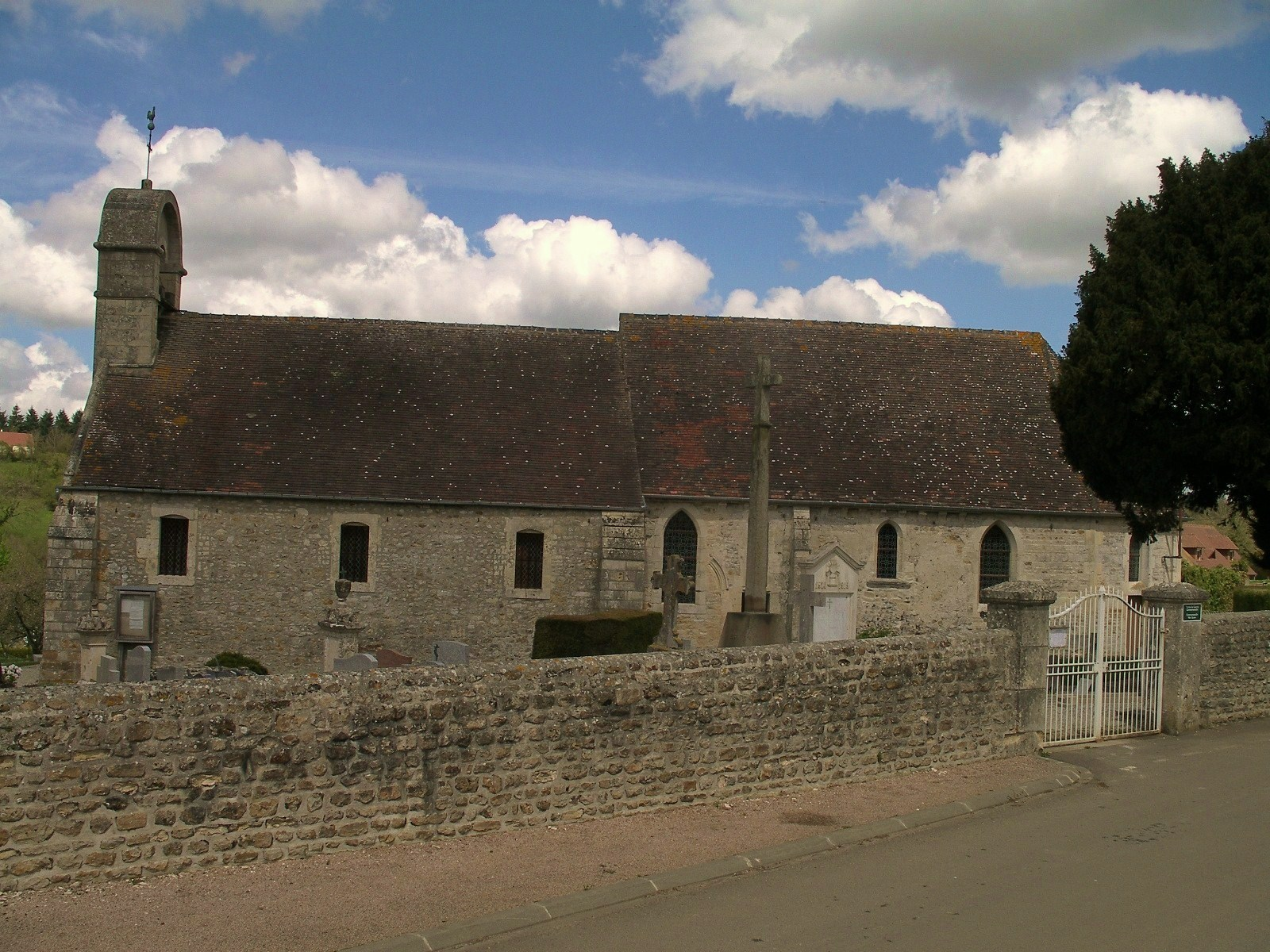
Église Saint-Pierre.
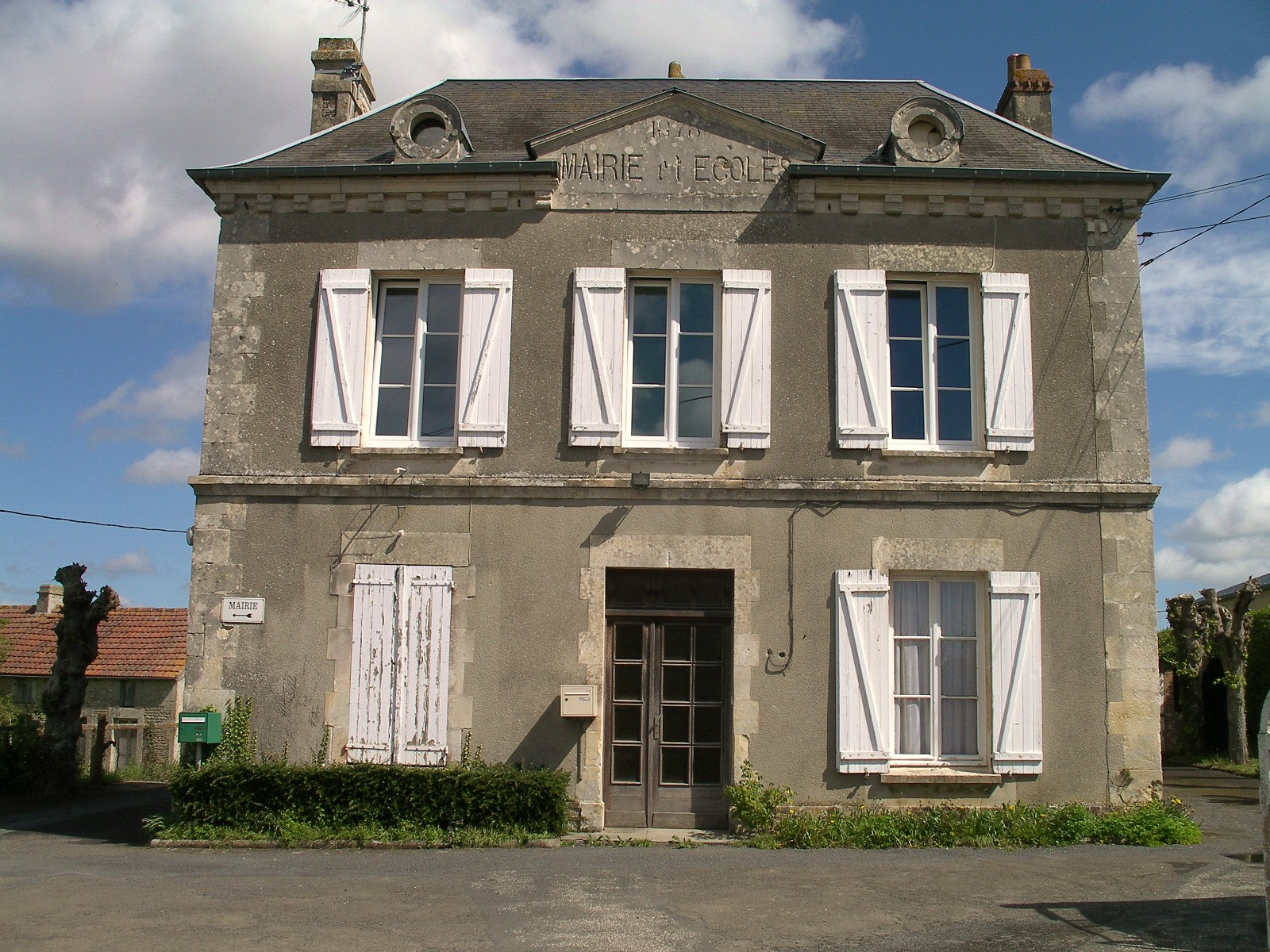
Mairie et école.
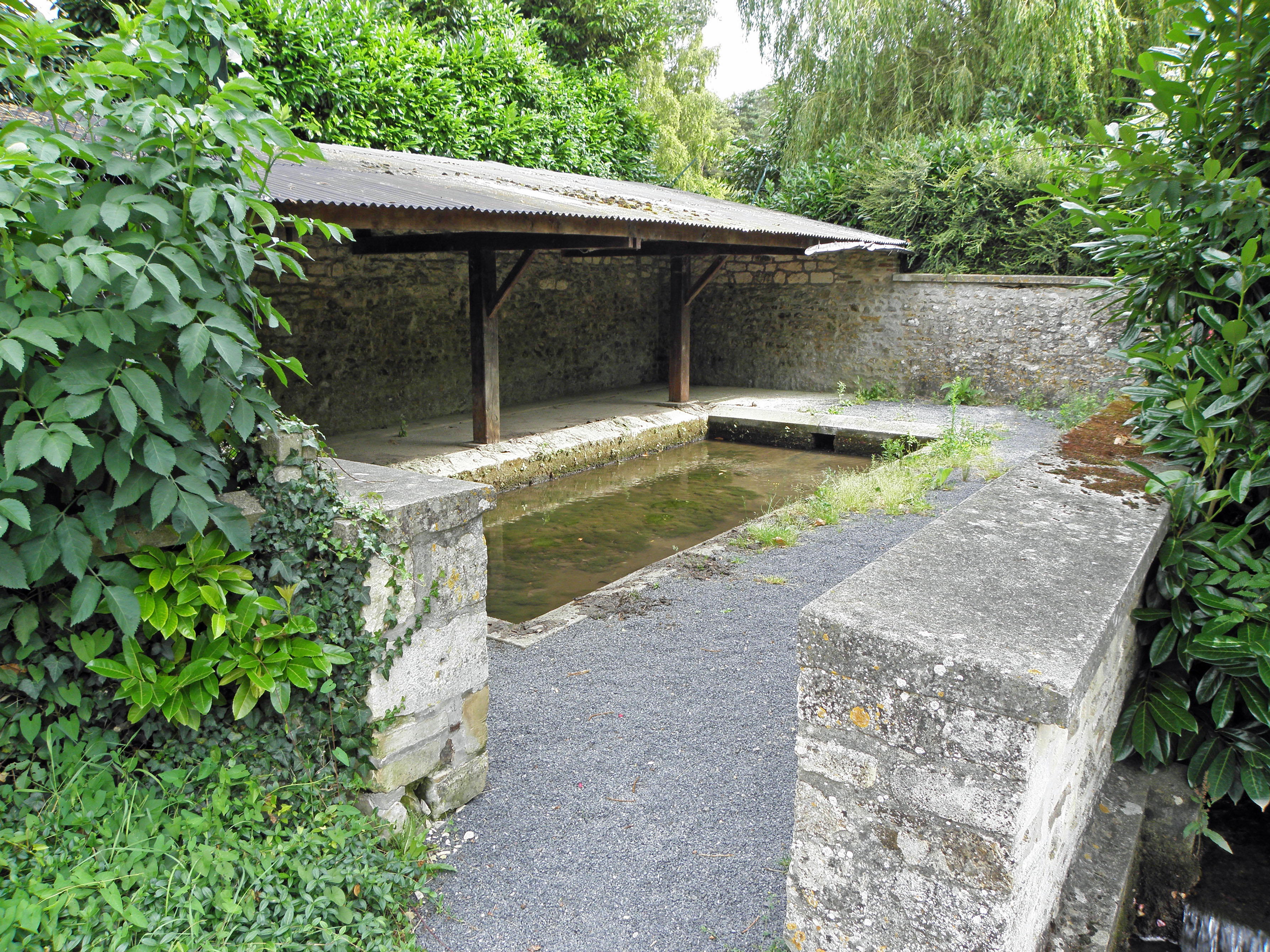
Lavoir.
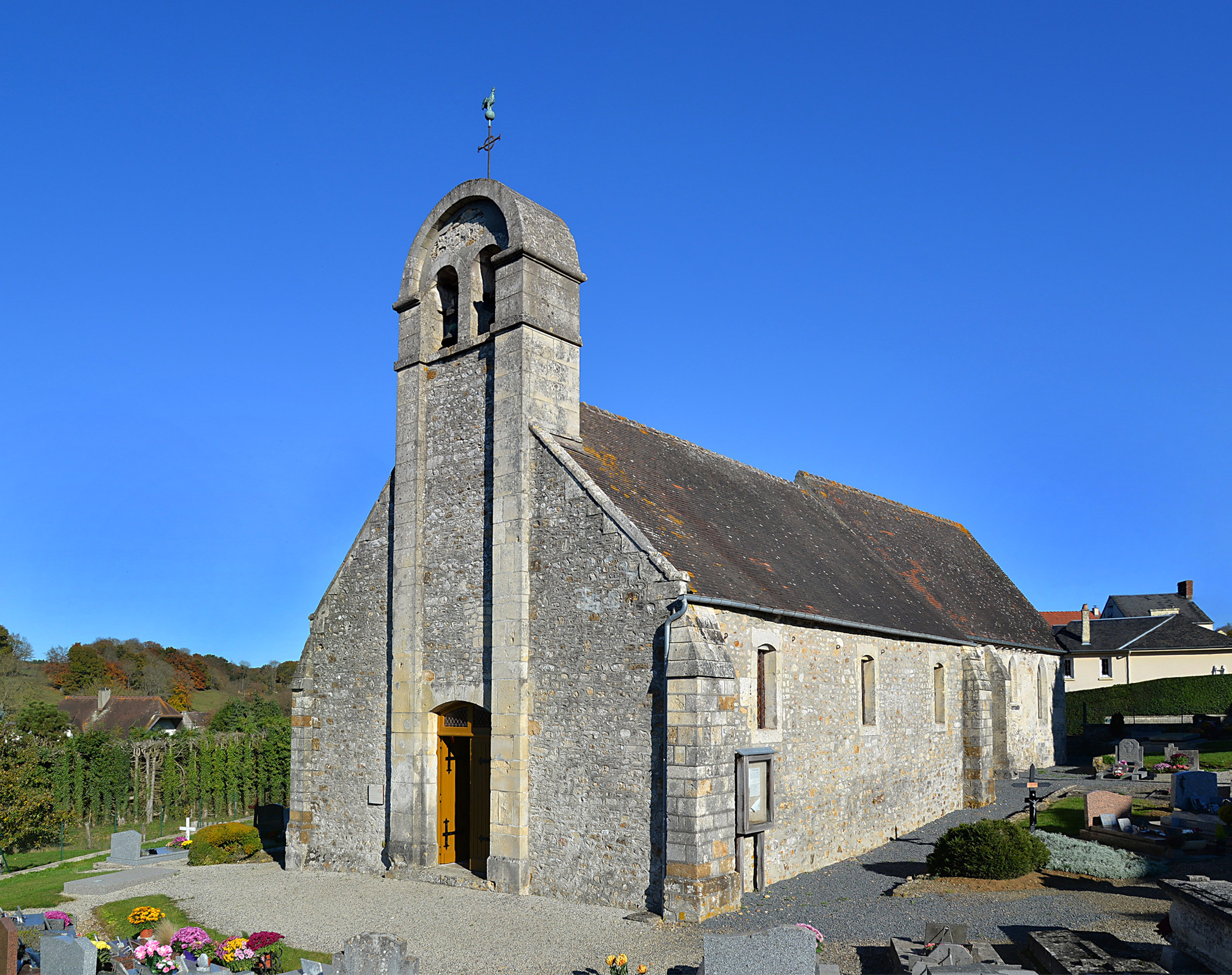
L'église Saint-Pierre.
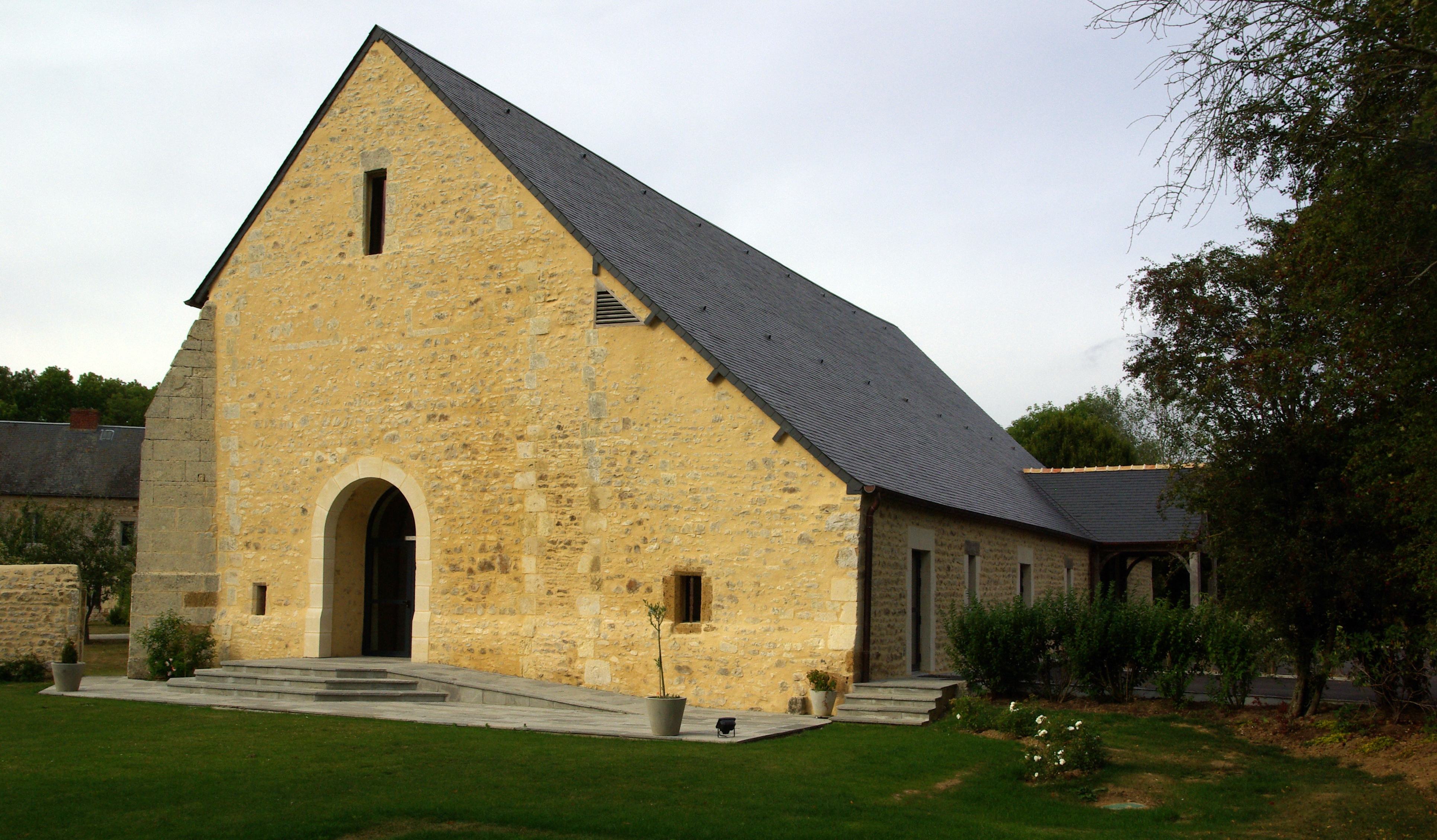
Façade de la grange de Foupendant.